# Donda 2
Donda 2 è un album del rapper statunitense Kanye West, pubblicato il 23 febbraio 2022 in esclusiva sul servizio di proprietà del rapper Stem Player. L'album è stato ufficialmente rilasciato il 29 aprile 2025 su Spotify nel nuovo account secondario DONDA e sul profilo principale dell'artista il 6 giugno 2025.

## Tracce
1. True Love (con XXXTentacion) – 2:40
2. Broken Road (feat. Don Toliver) – 1:40
3. Get Lost – 2:35
4. Too Easy – 2:58
5. Flowers – 2:51
6. Security – 2:16
7. We Did It Kid (feat. Baby Keem & Migos) – 2:48
8. Pablo (feat. Future & Travis Scott) – 2:34
9. Louie Bags (feat. Jack Harlow) – 3:13
10. Happy (feat. Future) – 4:45
11. Sci Fi (feat. Sean Leon) – 4:01
12. Selfish (feat. XXXTentacion) – 1:39
13. Lord Lift Me Up (feat. Vory) – 2:09
14. City of Gods (feat. Alicia Keys & Fivio Foreign) – 4:16 (Kanye West, Allan Lopez, Andrew Taggart, Aswad Asif, Brittany Amaradio, Christian Tejada, Dwayne Abernathy, Hamza Hamaal, Malik Piper, Mark Williams, Maxie Ryles, Mike Dean, Raul Cubina)
15. First Time in a Long Time (feat. Soulja Boy) – 3:04
16. Eazy (feat. The Game) – 3:54 (Kanye West, Drew Gavin, Jayceon Taylor)

Note
- True Love e Selfish contengono vocali non accreditati di XXXTentacion.
- Broken Road contiene vocali non accreditati di Don Toliver.
- We Did It Kid contiene vocali non accreditati di Baby Keem e Migos.
- Pablo contiene vocali non accreditati di Future e Travis Scott e alla produzione ha preso parte anche il rapper $crim, membro del duo $uicideboy$, sotto lo pseudonimo di budd dwyer
- Louie Bags contiene vocali non accreditati di Jack Harlow.
- Happy contiene vocali non accreditati di Future.
- Sci Fi contiene vocali non accreditati di Sean Leon.
- Lord Lift Me Up contiene vocali non accreditati di Vory.
- City of Gods contiene vocali non accreditati di Alicia Keys e Fivio Foreign.
- First Time in a Long Time contiene vocali non accreditati di Soulja Boy.
- Eazy contiene vocali non accreditati di the Game.
- Security contiene un sample di Wanna Trap di Mica Levi.
- Louie Bags contiene un sample di una telefonata di Kamala Harris.
- Sci Fi contiene un sample di un monologo di Kim Kardashian dal Saturday Night Live.
- Eazy contiene un sample di Eazy-Duz-It di Eazy-E.

## Classifiche
L'album è stato inizialmente escluso dalle classifiche stilate da Billboard poiché distribuito esclusivamente sul servizio Stem Player.
| Classifica (2025) | Posizione massima |
| ----------------- | ----------------- |
| Belgio (Fiandre)  | 193               |
| Svizzera          | 72                |